# Ranquitte
Ranquitte, o anche Ranquite, in creolo haitiano Rankit, è un comune di Haiti facente parte dell'arrondissement di Saint-Raphaël nel dipartimento del Nord.